# 메토포사우루스
메토포사우루스(Metoposaurus)는 중생대 트라이아스기 후기 지금의 독일, 이탈리아, 폴란드, 포르투갈 등 유럽 전 지역에서 서식했던 양서류이다. 속명의 뜻은 이마를 뜻하는 그리스어 '메토폰(μέτωπον, metopon)에서 따온 '이마 도마뱀'을 의미한다.

## 특징

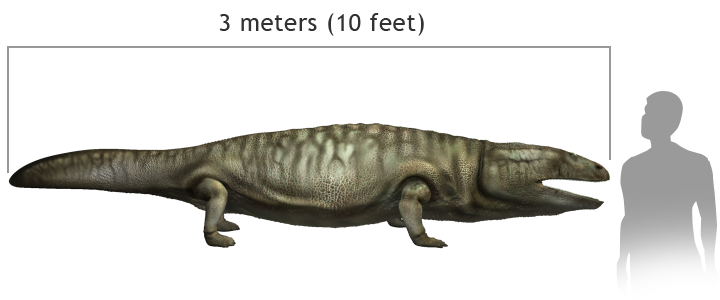
인간과의 크기 비교

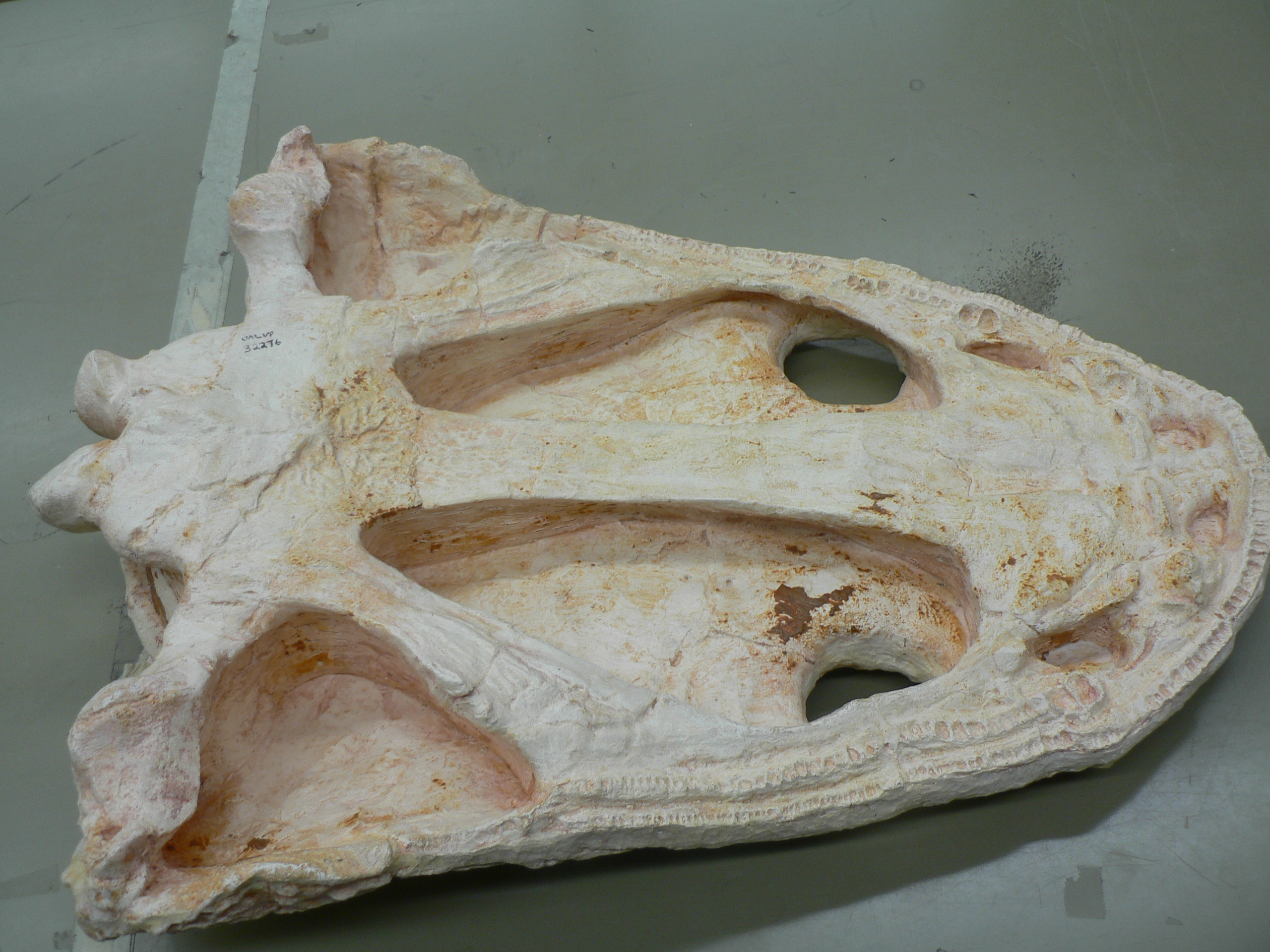
메토포사우루스의 하악골

메토포사우루스의 두개골 길이는 약 47.5 센티미터 (18.7 in), 하악골의 길이는 약 65 센티미터 (26 in)로 추정되며, 몸길이는 3 미터 (120 in)였고, 몸무게는 450 킬로그램 (990 lb)였을 것으로 추정된다.
메토포사우루스는 눈물샘이 비강과 상악골 옆, 전두엽과 광대뼈 뒤쪽으로 이어져 있었는데, 상악골에는 83~107개의 치아가 붙어있었고, 안쪽으로 갈수록 이빨 크기가 현저하게 작아졌다. 배쪽으로는 상악골이 외익돌기, 구개골과 맞닿아 있었다. 또한 상악골이 비강과 경계를 이루는 중앙 부분에서는 약간 넓어지는 경향을 보였다.
메토포사우루스의 척추뼈와 사지 관절을 조사한 결과, 사지를 지느러미처럼 사용했으며 플레시오사우루스와 유사하게 헤엄쳤음을 발견해냈다. 폴란드에서 실시한 한 연구에 따르면 메토포사우루스는 넓고 편평한 머리와 팔뼈, 넓은 손, 큰 꼬리가 특징인 것으로 나타났으며, 이를 통해 연구자들은 메토포사우루스가 우기에는 물이 적은 호수에서 헤엄치고 건기가 시작되면 머리와 팔을 이용해 땅속에 굴을 파고 살았을 것이라고 결론지었다. 주로 바늘 같은 이빨이 늘어선 넓은 턱으로 물고기를 잡아먹었다.